# ザ・ベビーシッター
『ザ・ベビーシッター』（原題:The Babysitter）は2017年に配信が開始されたコメディホラー映画である。監督はマックG、主演はサマラ・ウィーヴィングとジュダ・ルイスが務めた。
続編『ザ・ベビーシッター キラークイーン』が2020年に配信開始。

## ストーリー
12歳の少年、コール・ジョンソンは近所に住むジェレミーにいじめられていたが、ベビーシッターのビーがジェレミーを叱責してくれたおかげで窮地を脱した。翌日、コールの両親は夫婦水入らずの一夜を過ごすためにホテルへ向かった。コールはいつものようにビーと過ごしていたが、彼にはある計画があった。コールは自分が寝た後にビーが何をしているのか気になっていた。そこで、コールは寝たふりをしてビーを安心させ、その隙にこっそりとビーの様子を伺うことにしたのである。コールが覗き見た光景は彼が想定だにしていなかったものだった。ビーは家に同じ高校の友人たちを招き入れ、ボトルゲームの要領で「真実か挑戦か」ゲームに興じていたのである。挑戦を選んだビーがサミュエルにキスをしたかと思うと、次の瞬間、ビーはサミュエルの頭部に２本のダガーを突き刺した。他の参加者はサミュエルの血を集めていた。それはまさしく、悪魔崇拝カルトの儀式であった。恐怖で震え上がったコールだったが、必死の思いで911に通報し、脱出時に履く靴と護身用のポケットナイフを用意した。ビーと友人たちが採血のためにコールの部屋に入ってきたとき、コールは必死で眠っているふりをした。彼らが部屋を離れた後、コールは窓を開けて脱走しようとしたが、精神的な疲労が原因で力尽きてしまった。しかも、その様子をビーに見られてしまうのだった。
目を覚ましたコールはビーたちに尋問された。コールが「あのゲームは何だったんだ」と尋ねても、彼女たちは「あれは単なる科学実験だった」ととぼけるばかりであった。そこへコールにとって救いとなるはずの警察が到着したが、彼らはビーたちによって始末されてしまった。警官に銃撃されたアリソンが喚き散らした隙に、コールは階段を駆け上がった。ジョンがコールを追いかけてきたが、コールは彼を突き飛ばした。転落したジョンの首には、落下地点にあったトロフィーが突き刺さった。
コールはマックスに追われ、寝室の窓から逃げて軒下に隠れた。ソーニャに見つかるも、閉じ込めて殺虫剤と花火で焼き殺した。マックスはコールを称賛し、トリーハウスの上までコールを追い上げたが、落ちてロープに首が絡まり死んだ。コールは近所に住むメラニーの家に逃げるがビーが追いかけてくる。コールは警察を呼ぶようメラニーに頼み、家に戻った。
アリソンがコールを襲うが、ビーに頭を撃たれて殺された。ビーは、悪魔と取引をしており、人の血を古代の書に垂らしながら呪文を唱えることで望みを叶えることができると語った。ビーはコールを仲間にしようとするが、コールは書に火をつけて逃げた。メラニーの父親の車を運転して、書の炎を消そうとしていたビーに突っ込んだ。コールは瀕死のビーと言葉を交わし、そこに警察と消防車が到着した。コールは帰宅した両親に、もうベビーシッターは要らないと告げた。
のちに消防官がコールの家を捜索すると、ビーが襲いかかった。

## キャスト

### 主人公の身辺
コール・ジョンソン
演 - ジュダ・ルイス、日本語吹替 - 室元気
本作の主人公。典型的ないじめられっ子で冴えないオタクの１２歳の少年。
学校では散々な目にあいながら毎回ベビーシッターにやってくるビーに心を許している。
メラニー
演 - エミリー・アリン・リンド、日本語吹替 - 宮中はるか
コールの隣に住んでる幼馴染。コールと偏見なく友達付き合いできる数少ない一人。
コールの母親
演 - ケン・マリーノ、日本語吹替 - 樋口あかり
地下室の蜘蛛駆除のために大量に罠を仕掛ける。旦那とフルムーン旅行を計画しビーにベビーシッターを頼む。
コールの父親
演 - レスリー・ビブ、日本語吹替 - 内田岳志
コールに運転を教える。科学実験の為にラジコンにナイフを刺したりする奇行に手を焼く。
ジェレミー
演 - マイルス・J・ハーヴェイ、日本語吹替 - 小田柿悠太
いじめっ子のリーダーでコールに暴力を加える中で、たまたま見てたビーに反撃を食らう、仕返しに家に生卵を投げたりする嫌がらせを行う。
メラニーのパパ
演 - クリス・ワイルド、日本語吹替 -
メラニーの送り迎えをする際コールを乗せて良いかと聞かれ、遠回しに断る、終盤かってに愛車をコールに使われ大破する。
サミュエル
演 - ダグ・ヘイリー、日本語吹替 - 金城大和
ビーの彼氏と思わしき相手。眼鏡を掛けた冴えない風貌。
保健室の先生
演 - カール・マクダウェル、日本語吹替 - 手塚ヒロミチ
冒頭でコールのセラピーを行う。
ルイス
ザカリー・アレクサンダー・ライス、日本語吹替 - 小林大紀
ジェレミーの取り巻きの一人。
ロメロ
サミュエル・ギルバート、日本語吹替 - 新祐樹
ジェレミーの取り巻きの一人。
911番の声
日本語吹替 - 渡谷美帆

### 悪魔崇拝集団
悪魔と契約した５人の男女。会話の中から全員18歳前後の高校生であることが推測できる。願いをかなえるため純潔（童貞）な子供と青年の血を狙う。
ビー
演 - サマラ・ウィーヴィング、日本語吹替 - 小松由佳
コールの家のベビーシッター。ブロンド長髪の容姿端麗の美女で面倒見がとても良い。
見た目に反してオタクで、コールと自然と趣味からどんな会話もできるため心を許している。
コールにとって半分親代わりな存在で喧嘩に勝つ方法等伝授している。
しかし実は悪魔契約者のリーダー各で願いをかなえるためコールの純潔の血を狙っていた。
儀式を目撃したコールを殺そうと襲い掛かる。
マックス
演 - ロビー・アメル、日本語吹替 - 阪口周平
ビーが家に連れて来た悪魔契約者の一人。長身のイケメンで鍛え上げた肉体を見せる為に上半身裸になる。
快活な性格だがサイコパスそのもので、「人を殺す」が願いであり、逃げ惑うコールを追いかける事を心から楽しんでいた。
その一方でジェイミーのいじめを目撃した際は一時休戦して反撃するように促し面倒見が良い一面も見せる。
同じく人殺しが好きなソーニャと特に仲が良い。
ソーニャ
演 - ハナ・メイ・リー、日本語吹替 - 真壁かずみ
ビーが家に連れて来た悪魔契約者の一人。アジア系のボブへアの女性。注射器等、医療器具を取り揃えている。
コールを八つ裂きにしようと不気味に笑いながら刃物を振り回して襲い掛かる。
床下の蜘蛛を見て喜んだり、コールが怯えてる息遣いを楽しんだり残虐な性格。
アリソン
演 - ベラ・ソーン、日本語吹替 - 白石涼子
ビーが家に連れて来た悪魔契約者の一人。赤毛で黄色を基準とした服のチアガール。
明るい陽キャラだが儀式で人殺しを見た際はスマホで撮影してSNSでバズらせようとする悪趣味な性格。
見た目と裏腹に願いは「社会派のジャーナリストになる事」でコールから殺しをやめるように説得されて一時動揺する。
ジョン(ヨハネ)
演 - アンドリュー・バチェラー、日本語吹替 - 土田大
ビーが家に連れて来た悪魔契約者の一人。おしゃべりな陽気な黒人。
殺しの際は必ず返り血を大量に浴びる等、５人の中では殺しに積極的に参加しないが一番散々な目に合う。

## 日本語版
- スタジオ：ブロードメディア・スタジオ
- 演出：工藤美樹
- 吹替翻訳：天笠利枝子

## 製作
2014年11月24日、その年のブラックリスト (映画化されていない脚本を対象とした人気投票) にランクインしたブライアン・ダフィールドの脚本の映画化権を、ワンダーランド・サウンド・アンド・ヴィジョンが購入したと発表した。2015年9月10日、マックGが本作の監督に起用されたという報道があった。10月8日、サマラ・ウィーヴィングが本作に出演することになったと報じられた。27日、本作の主要撮影がロサンゼルスで始まった。2016年12月、ネットフリックスがニュー・ライン・シネマから本作の配給権を購入したと報じられた。

## 評価
映画批評集積サイトのRotten Tomatoesには14件のレビューがあり、批評家支持率は71%、平均点は10点満点で5.5点となっている。